# زاویه عذرا
زاویه عذرا (زاویةالعذرا، به معنی گوشهٔ دوشیزه) یا اتا دوشیزه یک ستاره است که در صورت فلکی دوشیزه قرار دارد.